# Sun Mengxin
Sun Mengxin (孙梦昕S, Sūn MèngxīnP; Zibo, 8 aprile 1993) è un'ex cestista cinese.

## Carriera
Con la Cina ha preso parte ai Giochi della XXXI Olimpiade.